# فضية إوزية
حشيشة القوى الأوزية أو حَشِيشَة الإِوَزِّ نوع نباتي عشبي ينتمي إلى الفصيلة الوردية.
سبب التسمية يأتي من كلمة أوزة اللاتينية (باللاتينية: anser)، حيث تتشابه الأوراق مع طبعة رجل الإوزة في الطين أو لأنها استخدمت لإطعام الإوز.

## موئل النبات
يعيش في الأراضي الرطبة والمروج وأطراف الطرق والأقنية في الجبال العالية، والمصارف الرطبة والمراعي الرطبة والشواطئ. يوجد في سوريا ولبنان في الجبال العالية.

## الوصف النباتي
النبات عبارة عن عشبة زاحفة برية معمرة يصل ارتفاعها إلى 80 سم، تظهر فروعها بمجموعة واحدة بعضها يحمل أوراقاً لوزية الشكل مسننة الحواف، يصل طول كل ورقة 2- 5 سم وعرضها 1 – 2 سم، ووجهها الأسفل مكسو بشعيرات دقيقة فضية اللون أعطتها اسمها الشائع الفضية المخمسة (بالإنجليزية: Silverweed)‏ وبعض الفروع تحمل من شهر أيار حتى شهر تموز أزهاراً صفراء جميلة مستديرة ومكونة من خمس ورقات.
الأزهار تتوضع منفردة على سيقان النبات التي طولها 5-15 سم، يبلغ قطر الأزهار، 1,5-2,5 سم مع خمس (ونادرا ما يصل إلى سبع) بتلات صفراء. والتي تشكل بالنهاية كوزا ثمرياً يحوي البذور ولا ينفتح عند النضج.
هناك نوعان A. anserina & A. egedii يتم التمييز بينهما عن طريق الأوبار الموجودة على الأوراق وبعض علماء النبات يصنفون النوع A. egedii كتحت نوع ضمن النوع الشائع موضوع البحث أعلاه.
يعيش النبات غالباً في الترب الرملية، حيث يمكن أن ينتشر بواسطة الأرئاد. يتواجد عادة في البيئات الداخلية، خلافاً لنوع egedii، وهو يتحمل الملوحة ولهذا يمكنه العيش في المستنقعات المالحة والمناطق الساحلية.

## الاستخدامات الطبية
الزهرة هي الجزء الطبي المستخدم من حشيشة الإوزة.

## المكونات الكيميائية
التانين (قابض للأوعية المحيطية ومرخ للعضلات الملساء وأوعية القلب)، حمض الغال (مطهر)، أكسالات الكالسيوم (في الحصوات بأنواعها بآلية نسبياً معقدة، حيث يستلزم تناول النباتات الغنية بأوكسالات الكالسيوم تناول غذاء متوازن المحتوى بالكالسيوم ولسنا بصدد شرح الآلية هنا..).

### طرق الاستعمال الطبي
يستعمل المستحلب لمعالجة جميع أنواع التشنجات (الصرع، الكزاز، المغص المعدي، ومغص حصاة المرارة وحصاة
الكلى، وآلام المبيض الرحم أثناء الحيض، وآلام الزحار، الدوزنطاريا، وآلام الذبحة الصدرية، ونوبات الربو، والتشنجات العضلية في الساق أو التشنجات الناتجة عن داء النقرس.
تستعمل كمادات المغلي من هذه العشبة لمعالجة الآلام التشنجية في البطن (مغص المعدة والأمعاء والمرارة).